# 奈良井站
奈良井站（日语：／ Narai eki */?）是屬於東海旅客鐵道（JR東海）中央本線的鐵路車站，位於日本長野縣鹽尻市大字奈良井。

## 歷史
- 1909年（明治42年）12月1日：開業，為鐵道省的一個車站。
- 1949年（昭和24年）6月1日：成為日本國有鐵道的一個車站。
- 1972年（昭和47年）11月30日：貨運業務停止辦理。
- 1987年（昭和62年）4月1日：國鐵分割民營化，成為東海旅客鐵道的一個車站。

## 車站結構
側式月台1面1線和島式月台1面2線的地面車站。

### 月台配置
| 月台 | 路線     | 方向 | 目的地             | 備註             |
| ---- | -------- | ---- | ------------------ | ---------------- |
| 1    | 中央本線 | 下行 | 鹽尻、長野方向     |                  |
| 2    | 中央本線 | 下行 | 鹽尻、長野方向     | 待避等一部分列車 |
| 2    | 中央本線 | 上行 | 中津川、名古屋方向 | 待避等一部分列車 |
| 3    | 中央本線 | 上行 | 中津川、名古屋方向 |                  |

## 车站周边
- 木曾大橋
- 中山道 奈良井宿
- 国道19号
- 道之驛奈良井木曾大橋

## 相鄰車站
東海旅客鐵道（JR東海）
 中央本線
■普通
木曾平澤－奈良井－藪原